# Agfa Foto-Historama

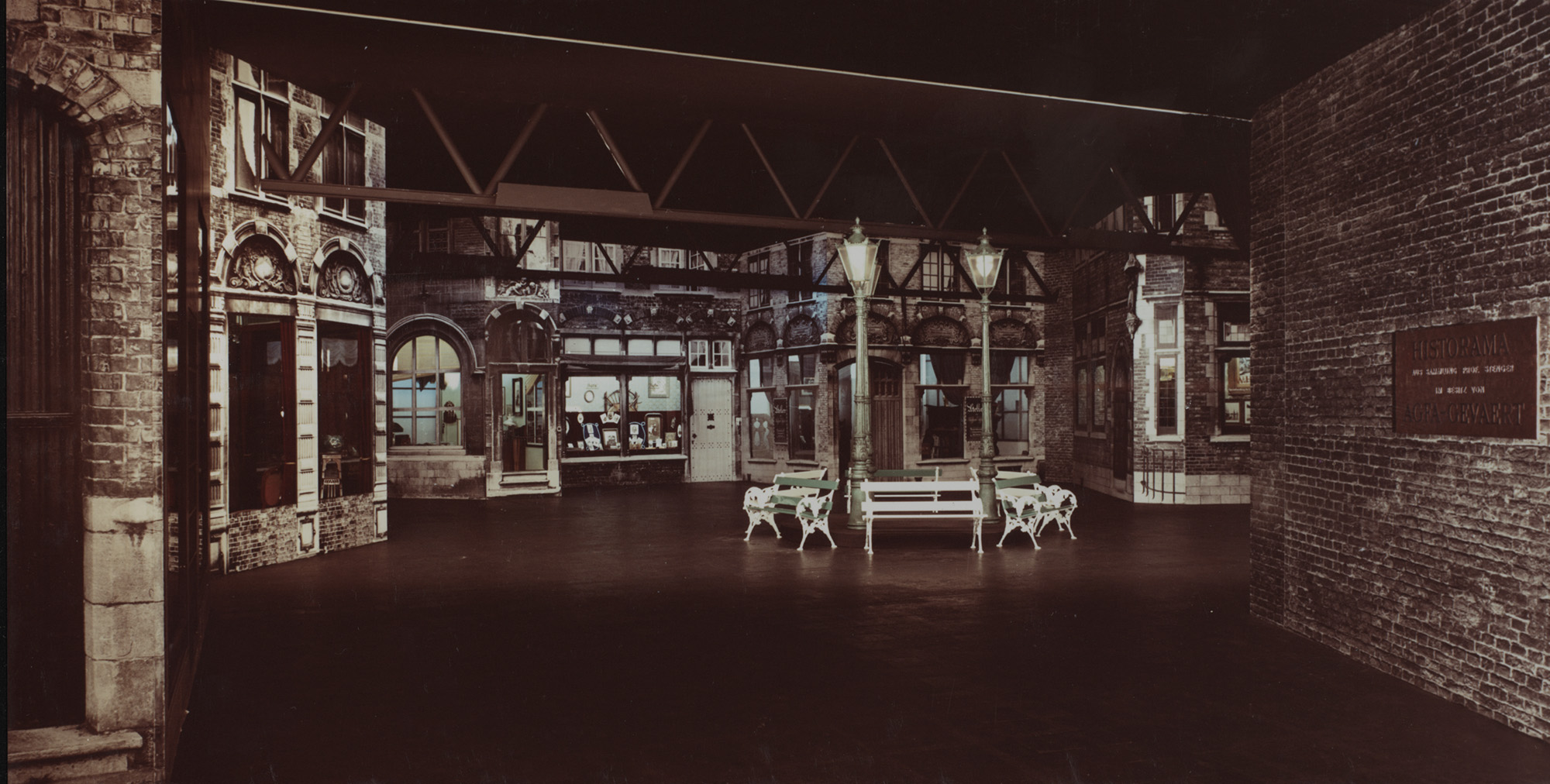
Agfa Foto-Historama auf der photokina, Köln 1968. Foto: Archiv Museum Ludwig, Köln

Das Agfa Foto-Historama ist eine fotografische Sammlung. Neben annähernd 20.000 Kameras und anderen technischen Geräten umfasst sie eine Bibliothek mit über 3000 Bildbänden und historischen Dokumenten zur Geschichte der Fotografie, sowie über 12.000 Fotografien seit den Anfängen der Fotografie im 19. Jahrhundert bis in die Gegenwart. Seit 2005 zählt die Sammlung – mit Ausnahme der Kameras und Geräte – zur „Sammlung Fotografie“ des Museum Ludwig in Köln.

## Geschichte

### Erich Stenger
Den Grundstock bildet die Sammlung von Erich Stenger, der sich bereits als Jugendlicher mit der Fotografiegeschichte beschäftigte. Nach einem Chemiestudium in München und Kiel wurde er 1905 war Assistent an der Technischen Hochschule Charlottenburg (heute TU Berlin) und ab 1934 Leiter des Institut für Angewandte Photochemie. In den 1930er-Jahren entwickelte sich die Sammlung zur damals größten fotohistorischen Privatsammlung der Welt. In seinen Lebenserinnerungen eines Sammlers schreibt Stenger: „Ohne von Mitbewerbern bedrängt zu werden, konnte ich kaufen, sichten und das Wichtige herausschälen. Langsam entstand das ‚Programm’ meiner Photosammlung; es gewann immer mehr an Ausdehnungen, auch bezüglich mancher Begleiterscheinungen.“ Er emeritierte 1945. Die Sammlung hatte er bereits während des Kriegs nach Franken ausgelagert.

### Agfa
1955 wurde Stengers Sammlung von der Firma Agfa-Gevaert AG übernommen, die sie dann in der Folge systematisch weiter ausbaute. 1969 und 1971 kamen 300 von Hugo Erfurth aufgenommene Porträts sowie 1000 Kameras aus Hanns J. Wendels privatem Fotomuseum Düsseldorf hinzu. Vervollständigt wurde dies durch 20.000 Geräte aus dem Archiv des Agfa Camerawerks München. 1968 wurden erstmals Teile der Sammlung als Agfa Foto-Historama auf der photokina in Köln gezeigt.
Nach jahrelanger provisorischer Unterbringung wurde die Sammlung 1974 in Leverkusen unter ihrem heutigen Namen erstmals öffentlich ausgestellt. 1985 ging sie als Dauerleihgabe an die Stadt Köln.

### Museum Ludwig, Köln
Seit der Eröffnung des Neubaus des Museum Ludwig in Köln im Jahr 1986 wird die Sammlung dort in wechselnden Präsentationen gezeigt. Bodo von Dewitz wurde erster Leiter der Sammlung und erwarb für die Stadt einige thematisch verwandte kleinere Sammlungen durch Kauf oder Schenkung. Als die Agfa Foto-Historama 2005 auf einer Auktion versteigert werden sollte, gelang es von Dewitz, die Fotosammlung als nationales Kulturgut anerkennen zu lassen und rettete so die Sammlung als Ganzes, indem die Stadt sie erwarb. Bodo von Dewitz schied 2013 altersgemäß aus dem Amt. Neue Kuratorin für Fotografie ist Miriam Halwani. Die Sammlung ist in der Onlinedatenbank des Museum Ludwig zu großen Teilen online einsehbar.

## Gliederung der Bestandteile
Bodo von Dewitz unterteilte bei seiner Sichtung für die erste Präsentation des Agfa Foto-Historama im neuen Domizil 1986 die Sammlung in zehn Abteilungen:
1. Originalfotografien von 1840 bis 1945/1955 „… fast aller namhaften Photographen des 19. Jahrhunderts,“ alle Verfahren von Daguerreotypien bis zu den Edeldruckverfahren.
2. Alben, Mappenwerke und Publikationen mit originalen Fotografien, darunter ein Geschenkband von Henry Fox Talbot an Alexander von Humboldt und Reisebildbände von Maxime Du Camp, Auguste Salzmann u. a.
3. Zeugnisse für die Verwendung von Fotografien auf und an Gegenständen wie etwa Porzellan
4. Vor-fotografische druckgrafische Erzeugnisse wie Guckkastenbilder, Litho- und Heliografien, Fotogravuren, Postkarten usw.
5. Karikaturen u. ä., die sich auf die Fotografie beziehen, z. B. aus Tageszeitungen, auch Lithografien Honoré Daumiers
6. Firmenschilder, Werbemittel, Etiketten, sowie Urkunden und Auszeichnungen
7. Foto- und Filmkameras, auch eine vollständige Daguerreotypieausrüstung
8. Betrachtungs- und Wiedergabegeräte
9. Atelier- und Werkstatteinrichtungen
10. Bibliothek und Dokumentensammlung mit Autografen und Manuskripten, sowie eine der vollständigsten Sammlungen von Photozeitschriften

## Auswahl bekannter Fotografen in der Sammlung
- Joseph Albert
- Ottomar Anschütz
- Édouard Baldus
- Felice Beato
- Gebrüder Bisson
- Wilhelm Burger
- Julia Margaret Cameron
- Étienne Carjat
- Alvin Langdon Coburn
- Maxime Du Camp
- Hermann Emden
- Hugo Erfurth
- Henry Fox Talbot
- Philipp Graff
- Wilhelm Halffter
- Franz Hanfstaengl
- David Octavius Hill und Robert Adamson
- Gebrüder Hofmeister
- Gertrude Käsebier
- Hermann Krone
- Heinrich Kühn
- Gustave Le Gray
- Erna Lendvai-Dircksen
- Alois Löcherer
- Robert MacPherson
- Charles Marville
- Carl Friedrich Mylius
- Nadar
- Charles Nègre
- Nicola Perscheid
- James Robertson
- Auguste Salzmann
- Edward Steichen

## Ausstellungen (Auswahl)
- Das Museum der Fotografie. Eine Revision, Köln, 2014 (Museum Ludwig)
- Facts. Tatsachen. Fotografien des 19. und 20. Jahrhunderts. Die Sammlung Agfa im Museum Ludwig Köln 2006
- Hugo Erfurth, 1874–1948. Photograph zwischen Tradition und Moderne, 1992 (Museum für Angewandte Kunst, Köln)
- Silber und Salz. Zur Frühzeit der Photographie im deutschen Sprachraum 1839–1860, 1989 (Josef-Haubrich-Kunsthalle, Köln; weitere Stationen: Stadtmuseum München, Museum für Kunst und Gewerbe Hamburg)